# Der beste Film aller Zeiten
Der beste Film aller Zeiten (Originaltitel: Competencia oficial) ist ein Spielfilm von Gastón Duprat und Mariano Cohn aus dem Jahr 2021. Die Hauptrollen in der Satire über das Filmemachen spielen Penélope Cruz, Antonio Banderas und Oscar Martínez.
Auf der Suche nach Transzendenz und sozialem Prestige beschließt ein milliardenschwerer Geschäftsmann einen Film in Auftrag zu geben, der in die Annalen der Kinogeschichte eingehen soll. Dafür engagiert er die gefeierte Autorenfilmerin Lola Cuevas sowie die beiden renommierten Schauspieler Félix Rivero und Iván Torres. Beide Akteure verfügen über großes Talent, sind aber nicht die besten Freunde. Félix hat als romantischer Liebhaber in Hollywood-Filmen mitgewirkt. Iván gilt als radikaler Bühnenkünstler und hält seinen Kollegen für einen „Idioten“. Beide stehen sich mit ihren großen Egos gegenseitig im Weg und drohen, das Filmprojekt scheitern zu lassen. Daraufhin beschließt die exzentrische Lola, den beiden Männern eine Reihe von Prüfungen aufzuerlegen, bei denen sie gegeneinander antreten. Diese Tests nehmen im Laufe der Zeit immer verrücktere Ausmaße an.
Im Jahr ihrer Veröffentlichung wurde die spanisch-argentinische Koproduktion im Wettbewerb der 78. Internationalen Filmfestspiele von Venedig uraufgeführt. Der deutsche Kinostart fand am 30. Juni 2022 statt.

## Handlung
Humberto Suárez, Multimillionär und Leiter eines Firmenimperiums, sinniert anlässlich seines 80. Geburtstags darüber, welches Vermächtnis er hinterlassen werde. Gegenüber seinem Assistenten spricht er zwei mögliche Projekte an, um zu Lebzeiten sein Ansehen zu verbessern und durch die an ihn auch über seinen Tod hinaus gedacht werden möge. Seinen ersten Gedanken, eine Brücke errichten zu lassen, die seinen Namen tragen soll, verwirft er jedoch zugunsten der Produktion eines Spielfilms, für den er als finanzstarker Geldgeber auftritt. Seine Pläne sind ambitioniert, es soll mit den derzeit besten Schauspielern und der erfolgreichsten Regisseurin „der beste Film aller Zeiten“ entstehen. Hierzu lässt er die Rechte eines kürzlich erschienenen Bestsellers eines Nobelpreisträgers erwerben, die er sich seiner Aussage zufolge „ein kleines Vermögen“ kosten lässt. Als Regisseurin wählt er Lola Cuevas, die sehr zurückgezogen lebt und für ihr bisheriges Schaffen mit der Goldenen Palme ausgezeichnet wurde. Das Drehbuch basiert auf dem Roman „Rivalität“, in dem es um einen Mann geht, der seinem Bruder nicht verzeihen kann, ihre Eltern bei einem Unfall unter Alkoholeinfluss getötet zu haben. Mit dem gefeierten Bühnenschauspieler Iván Torres und dem Starschauspieler Félix Rivero, die die beiden Brüder spielen, treffen zwei Schauspieler aufeinander, deren Einstellungen zum Leben sowie zum Filmschaffen nicht unterschiedlicher sein könnten. Iván ist ein Anhänger des Method Actings, der Hintergrund und Vergangenheit seiner Figur umfassend vorbereitet hat, während Félix eher ein Hollywoodschauspieler für massentaugliche Produktionen des Mainstreams ist, der Iváns Methoden für sinnlos hält.
Lola erweist sich als äußerst exzentrische Regisseurin, die sich in ihren Storyboards umfangreiche Notizen macht und von ihren Schauspielern immer bizarrer werdende Übungen verlangt. So lässt sie an einem Kran einen tonnenschweren Felsbrocken aufhängen, damit ihre Darsteller darunter die Spannung der zu probenden Szene besser nachfühlen können. Dieser entpuppt sich zwar als Konstruktion aus Pappmaché, doch die nächste echte Herausforderung lässt ihre Hauptdarsteller nicht lange auf sich warten. In einem Theatersaal werden Iván und Félix mit Klarsichtfolie eingewickelt, so dass sie zusehen müssen, ohne eingreifen zu können, wie Lola mehrere ihrer mitgebrachten, liebgewonnenen Filmpreise in einem industriellen Aktenvernichter zerstört. Félix ist außer sich vor Wut über den Verlust seiner wichtigsten Auszeichnungen der internationalen Filmbranche. Iván trauert eher still, die handgefertigte, unwiederbringliche Auszeichnung verloren zu haben, die er von Schülern einer Behindertenschule geschenkt bekam, an der er einst unterrichtete.
Während einer Probe spricht Félix darüber, dass bei ihm Bauchspeicheldrüsenkrebs diagnostiziert worden sei und ihm eine Lebenszeit von etwa einem Jahr verbleibe, weswegen er hoffe, dass ihr gemeinsamer Film sein letztes Meisterwerk sein werde. Lola und Iván werden von ihren Emotionen überwältigt und sprechen ihrem Filmkollegen ihr Mitgefühl aus. Iván unterbreitet Lola im Vertrauen den Vorschlag, er sähe sich in der Lage, die Rollen beider Brüder zu übernehmen, für den Fall, dass Félix das Projekt nicht beenden könne. Wenig später gesteht Félix den beiden, dass die von ihm erwähnte schwere Krankheit seiner Phantasie entsprungen sei, um ihnen zu beweisen, dass er in der Lage sei, sie mit seinem Schauspiel täuschen zu können. Iván rächt sich an ihm, indem er ihn zunächst als besseren Schauspieler lobt als er selber zu sein vermöge, woraufhin sich Félix wortreich bei Iván bedankt, bevor dieser aufdeckt, dass seine Lobeshymne ebenfalls eine Lüge gewesen sei. Lola ist von dem kindischen Gehabe ihrer beiden Hauptdarsteller derart genervt, dass sie die nächste geplante Probe ausfallen lässt. Schließlich raufen sich die drei wieder zusammen und proben die letzte Szene des Films, in der Félix‘ Figur Iván ermordet und den Platz an der Seite dessen Frau übernimmt.
Anlässlich der Beendigung der Proben und Beginn der Dreharbeiten lädt Humberto zu einer Feier. Zur fortgeschrittenen Stunde hört Félix wie Iván ihn gegenüber einem Bekannten auf der Dachterrasse als den schlechtesten Schauspieler bezeichnet, mit dem er je zusammengearbeitet hat. Es kommt zu einer verbalen Auseinandersetzung zwischen den beiden Darstellern, in dessen Verlauf Iván versucht Félix ins Gesicht zu fassen, was ihm vertraglich untersagt ist. Félix gelingt es dem auf ihn zulaufenden Iván auszuweichen, so dass dieser von der Dachterrasse in die Tiefe stürzt und ins Koma fällt. Angesichts der schweren Verletzungen, die Iván erlitten hat, spendet Félix dessen Frau Violeta Trost. Als sich die Blicke von Lola und Félix treffen, scheint Lola zu erkennen, dass Félix’ Bestürzung über die Tragödie aufgesetzt ist.
In schneller Abfolge wird gezeigt, welche Wege jeder der Charaktere als Nächstes beschreitet. Suárez geht nun doch seiner ursprünglichen Idee nach, eine Brücke errichten zu lassen, die er feierlich eröffnet. Die Dreharbeiten zu dem Film beginnen, wobei die Rollen beider Brüder von Félix gespielt werden. Bei der Filmpremiere genießt Félix die ihm entgegengebrachte Aufmerksamkeit der Pressefotografen sichtlich. Während der anschließenden Pressekonferenz gibt sich Lola einsilbig. Félix gibt währenddessen wortreich vor, die Hintergründe zu Iváns tragischem Sturz nicht zu kennen und lässt sich zu der Aussage hinreißen, Iván, der für ihn Zeit seines Lebens wie ein Bruder gewesen sei, hätte gewollt, dass er beide Hauptrollen übernehmen würde, um die Produktion des Films zu ermöglichen.
In den letzten Szenen kommt es zum Durchbrechen der vierten Wand, als Lola das Publikum direkt anspricht und ihren Gedanken freien Lauf darüber lässt, wann ein Film beendet sei. Félix kehrt zu gewohnten Hollywood-Projekten zurück, während Iván aus dem Koma erwacht, die Augen aufschlägt und Félix’ Namen verflucht.

## Entstehungsgeschichte

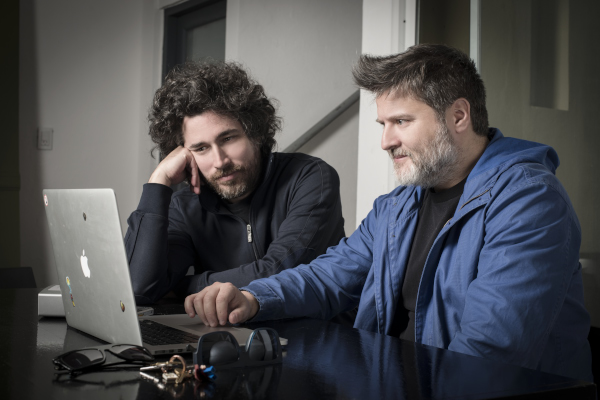
Gastón Duprat und Mariano Cohn (2016)

Der beste Film aller Zeiten ist der fünfte gemeinsame Spielfilm des argentinischen Regie- und Autorenduos Gastón Duprat und Mariano Cohn. Beide hatten zuvor auch an verschiedenen Fernsehprojekten zusammengearbeitet und verfassten das Drehbuch gemeinsam mit Gastóns älterem Bruder Andrés Duprat. Für die Hauptrollen wurden die Schauspieler Penélope Cruz, Antonio Banderas und Oscar Martínez verpflichtet. Die spanischen Akteure Cruz und Banderas hatten zuvor im Kino nur in einer zweiminütigen Eröffnungssequenz der Komödie Fliegende Liebende (2013) gemeinsam vor der Kamera gestanden. Duprat und Cohn hatten dagegen mit ihrem Landsmann Martínez bereits erfolgreich an der Kinosatire Der Nobelpreisträger (2016) zusammengearbeitet.
Die Dreharbeiten in Madrid begannen im Februar 2020, mussten aber aufgrund der COVID-19-Pandemie bereits nach acht Tagen, am 12. März, abgebrochen werden. Ursprünglich hätte der Dreh bis Mitte April 2020 gehen sollen. In den folgenden Monaten Drehpause hatten Duprat und Cohn viel Zeit, das bereits aufgenommene Filmmaterial genau zu studieren und das Drehbuch zu optimieren. Koregisseur Duprat lobte seine drei Hauptdarsteller und die bereits abgedrehten Szenen als „eine unbequeme Mischung aus Spannung und Sarkasmus in einem ästhetischen Rahmen von großer konzeptioneller Stärke“.
Die Dreharbeiten wurden im September 2020 in Teilen Spaniens sowie in Madrid wiederaufgenommen, obwohl die Inzidenz zum damaligen Zeitpunkt wieder zunahm. Koregisseur Cohn gab an, dass Banderas, Cruz und Martínez bereitwillig eigene Erfahrungen beim Dreh miteingebracht hätten. Der beste Film aller Zeiten sei „eine intensive Destillation des Universums“, das die beiden Regisseure am besten zu kennen glaubten – „das von Regisseuren und Schauspielern, die versuchen, eines der für mich unnatürlichsten und komplexesten Dinge der Welt zu tun: einen Film zu drehen“, so Cohn. Die Dreharbeiten endeten laut Cruz Mitte Oktober 2020.
Der beste Film aller Zeiten wurde von Jaume Roures für Mediapro produziert.

## Veröffentlichung
Der Film wurde am 4. September 2021 beim 78. Filmfestival von Venedig uraufgeführt. Im selben Monat sollte Der beste Film aller Zeiten auch in der Auswahl des Toronto International Film Festivals gezeigt werden. Dort wurde das Werk als „geniale, eisige Satire hinter den Kulissen des Filmemachens“ angekündigt.
Ein spanischsprachiger Trailer wurde im Juli 2021 veröffentlicht. Der Film wurde wiederholt als einer der größten Kinostarts in Spanien angepriesen. Für den Verleih in Spanien ist Buena Vista International, in Lateinamerika Star Distribution zuständig.

## Auszeichnungen
Für Der beste Film aller Zeiten erhielten Duprat und Cohn ihre zweite Einladung in den Wettbewerb um den Goldenen Löwen, den Hauptpreis des Filmfestivals. Gleichzeitig war der Film für den Queer Lion nominiert. Weitere Nominierungen folgten beim Festival Internacional de Cine de San Sebastián 2021 (Sebastiane Award und Publikumspreis). Ein Jahr später wurde Penélope Cruz für einen Preis der spanischen Schauspielergewerkschaft (Beste Darstellerin in einer internationalen Kinoproduktion) nominiert und hatte gegenüber Ana de Armas (James Bond 007: Keine Zeit zu sterben) das Nachsehen.

## Kritik
Oliver Noelle urteilt in der Kinozeitschrift Cinema, dass die Regisseure „einen sehr amüsanten Film übers Filmemachen gedreht [haben], in dem sie mit Wonne ihren Berufsstand sezieren“. Den „Hauptdarstellern merkt man den Spaß an, mit dem sie sich selbst aufs Korn nehmen, ohne dass der Film zur Klamotte wird“. Letztlich fasst er zusammen, dass „so eine herzige Selbstironie [...] der ganzen Branche guttun“ könnte.
Björn Becher kritisiert bei Filmstarts: „Vor allem dank des selbstironisch-auftrumpfenden Schauspieltrios ist die Satire zwar immer wieder für einen Lacher gut, aber eben auch nicht mehr. Der Film tut zwar makaber, dennoch fehlt es an Biss. Vor allem schafft es „Der beste Film aller Zeiten“ bei fast zwei Stunden Laufzeit nicht, über eine oberflächliche Dekonstruktion hinauszukommen. Die konfrontativ aufeinanderprallenden Figuren gewinnen außerhalb des Probenraums kaum genug Profil, um irgendwie interessant oder nahbar zu werden.“